# NGC 456
NGC 456 是杜鹃座的一個疏散星团。它于1826年8月1日由詹姆士·丹露帕发现。約翰·路易·埃米爾·德雷耳表示NGC 456非常大，不過看上去非常微弱，而且形狀類似不规则的圆形。